# Wyspa Grodziskowa
Wyspa Grodziskowa – wzgórze w południowej części Wiślicy będące wychodnią skały gipsowej, znajdujące się w sąsiedztwie dawnych łąk plebańskich nazywanych w przeszłości Namiotami (od miejsca rozstawiania namiotów podczas zjazdów i sądów), w bezpośrednim sąsiedztwie szkoły podstawowej przy ul. Kilińskiego. W 2018 r. Wyspa Grodziskowa (wraz z bazyliką kolegiacką oraz reliktami kościoła św. Mikołaja) została wpisana na listę pomników historii w ramach akcji "100 Pomników Historii na stulecie odzyskania niepodległości".

## Historia grodziska

### Pierwsza osada (niegrodowa)
Wzniesienie o narysie owalnego trójkąta oblewa rzeka Nida oraz jej starorzecze, co stwarzało w przeszłości bardzo dobre warunki obronne i było asumptem dla posadowienia tu osady. Pierwsza osada otwarta istniała tu na przełomie IX i X wieku. Jej ślady zostały prawie całkowicie zatarte przez następną osadę typu grodowego. Istnieją przypuszczenia, że mógł tu funkcjonować słowiański ośrodek kultu, za czym miało przemawiać odkryte tu znalezisko: fragment okładziny noża z wyobrażeniem sześciu główek dziewczęcych, być może obrazujących wiły. 

### Druga osada
Pierwsza osada grodowa powstała na wyspie w początkach XI wieku, za panowania Bolesława Chrobrego. Znajdowała się w południowo-zachodniej części wyspy. Otaczał ją wał o konstrukcji rusztowej, czyli przekładkowej. Miał do czterech metrów wysokości. Gród kontrolował przeprawę przez Nidę i szlak handlowy biegnący doliną tej rzeki. Około 1050 gród spłonął z nieznanych przyczyn i został opuszczony. Z tego czasu pochodzi znaleziony tu skarb około pięciuset monet z okresu panowania Bolesława Śmiałego i Władysława Hermana. 

### Trzecia osada
Następna osada grodowa (obejmująca już całą wyspę) powstała prawdopodobnie na przełomie XII i XIII wieku. Otoczona była murem o długości 440 metrów, do którego budowy użyto kamiennych elementów jakiejś romańskiej świątyni. Plan osady był regularny. 37 domów (drewnianych półziemianek o konstrukcji słupowej) stało przy ulicach. Domy posiadały piece w narożach izb lub kamienne paleniska. Osada dysponowała wykutą w skale studnią i cysterną na wodę. Gród dotrwał najpewniej do najazdu Tatarów w 1241, kiedy to obrońcy opuścili go, a najeźdźcy spalili. Po tym wydarzeniu osadnictwo w tym miejscu uległo zakończeniu. 

## Geologia
W zachodniej części wałów grodziska znajduje się skała gipsowa o dość oryginalnym kształcie, w postaci dzwonowatego lub kopulastego wypiętrzenia gipsów do wysokości pięciu metrów (9,5 metra szerokości u podstawy). Dobrze widoczne są w tym utworze koncentrycznie ułożone szablaste kryształy. Obiekt objęty jest ochroną jako pomnik przyrody.

## Badania naukowe
Prace archeologiczna na Wyspie Grodziskowej prowadzone były w latach 1949-1960. Działaniami tymi kierował prof. Włodzimierz Antoniewicz wspomagany przez dr Zofię Wartołowską.